# Мартело
Мартѐло (на италиански: Martello; на немски: Martell, Мартел) е село и община в Северна Италия, автономна провинция Южен Тирол, автономен регион Трентино-Южен Тирол. Разположено е на 1312 m надморска височина. Населението на общината е 885 души (към 2010 г.).

## Език
Официални общински езици са и италианският и немският. Въпреки това всички жители говорят немски като роден език. Мартело е затова единствената община в Италия, в която никой жител говори италиански като роден език.
| %      | Роден език      |
| 0,00   | Италиански език |
| 100,00 | Немски език     |
| 0,00   | Ладински език   |